# شبح‌بیدان ریز
شبح بیدان ریز (نام علمی: Palaeosetidae) نام یک تیره از راسته پروانه‌سانان است.